# بريان كاستريون
بريان كاستريون (بالإسبانية: Brayan David Castrillón Gómez) هو لاعب كرة قدم كولومبي في مركز الوسط، ولد في 30 مارس 1999 في ميديلين في كولومبيا. لعب مع إنديبندينتي ميديلين.

## وصلات خارجية
- بريان كاستريون على موقع إي إس بي إن إف سي (الإنجليزية)
- بريان كاستريون على موقع قاعدة بيانات كرة القدم.إي يو (الإنجليزية)
- بريان كاستريون على موقع Soccerway.com (الإنجليزية)